# 埃西内
埃西内（義大利語：Esine），是意大利布雷西亚省的一个市镇。总面积30平方公里，人口5312人，人口密度177.1人/平方公里（2009年）。国家统计（ISTAT）代码为017070。